# Nelly Korbukova
Nelly Alekseïevna Korbukova, née Iefremova le 3 juin 1962 à Moscou et morte dans la même ville le 29 avril 2019 est une kayakiste russe pratiquant la course en ligne.

## Palmarès
Elle est médaillée d'argent en K-4 500 mètres aux Championnats du monde de course en ligne de canoë-kayak de 1982 et aux Championnats du monde de course en ligne de canoë-kayak de 1983.
Aux Championnats du monde de course en ligne de canoë-kayak de 1985, elle est médaillée d'argent en K-1 500 mètres et en K-4 500 mètres.
Aux Championnats du monde de course en ligne de canoë-kayak de 1986, elle est médaillée d'argent en K-2 500 mètres et en K-4 500 mètres.
Lors des Championnats du monde de course en ligne de canoë-kayak de 1990, elle et son équipe ont remporté la médaille de bronze en K-2 5 000 mètres. 